# Dole (Jura)
Dole is een plaats in Frankrijk, in het departement Jura, dat tot de regio Bourgogne-Franche-Comté behoort. De stad had op 1 januari 2022 23.784 inwoners. Hiermee is het de grootste gemeente van het departement maar niet de hoofdstad (prefectuur); dat is Lons-le-Saunier. Dole is de onderprefectuur van het arrondissement Dole.
Dole ligt aan de rivier de Doubs en heeft een rijk verleden als vroegere hoofdstad van het Vrijgraafschap Bourgondië.

## Naam
De naam Dole is afgeleid van het Latijnse dolla of dola. De exacte uitspraak is dɔl; dit houdt verband met de oude spelling Dôle, in 1674 gepresenteerd door Nicolas Boileau in Art poétique en gereproduceerd in veel officiële documenten. Dit bleef zo totdat het departementale decreet de naam in 1962 wijzigde in Dole.

## Geografie
De oppervlakte van Dole bedroeg op 1 januari 2022 38,38 vierkante kilometer; de bevolkingsdichtheid was toen 619,7 inwoners per km².
De onderstaande kaart toont de ligging van Dole met de belangrijkste infrastructuur en aangrenzende gemeenten.

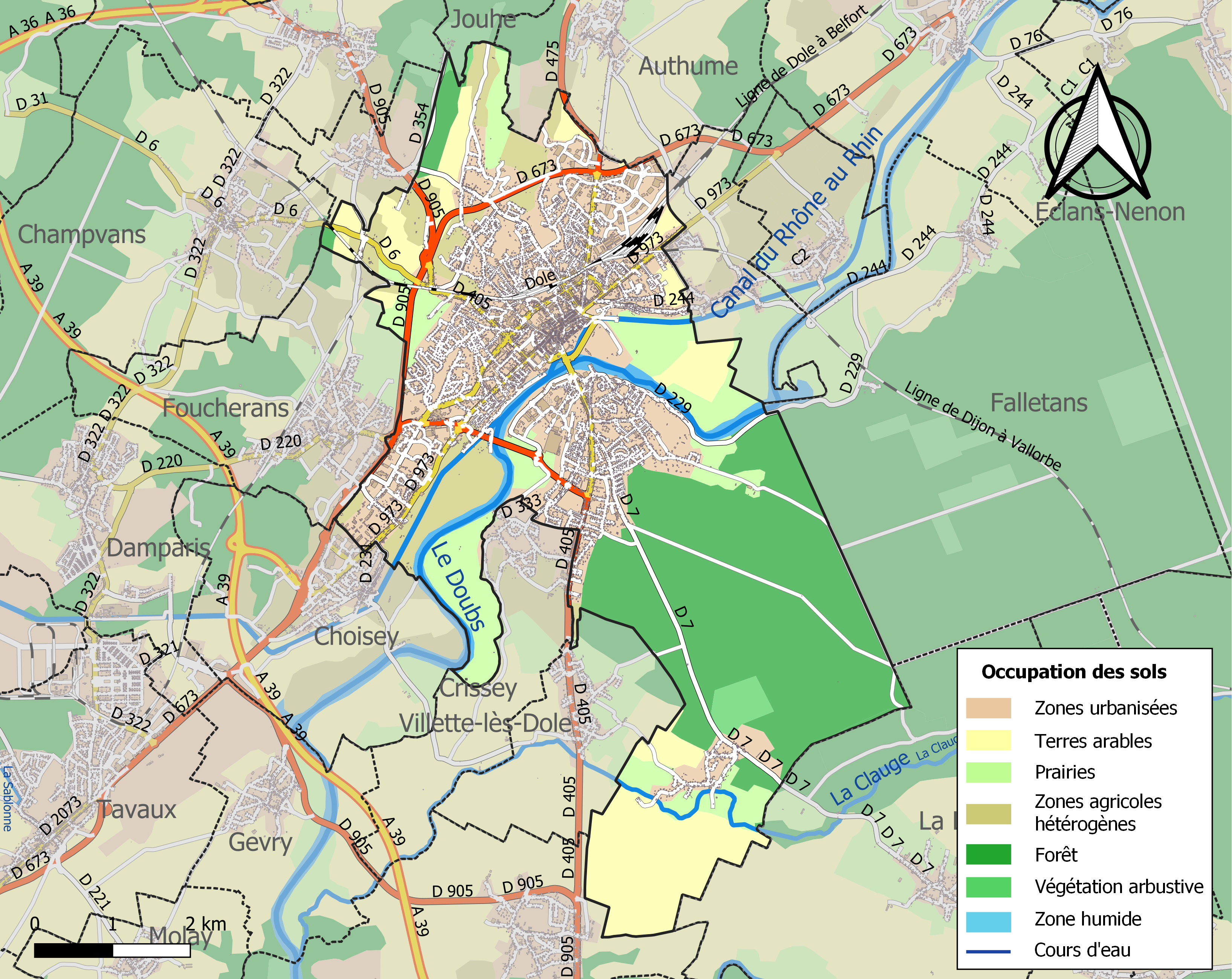

### Topografie
Dole ligt op een gemiddelde hoogte van 223 meter.

### Hydrografie
Dole wordt doorkruist door de Doubs en het Rhône-Rijnkanaal.

### Klimaat
Dole heeft een semi-continentaal klimaat.

## Geschiedenis
In de 12e eeuw werd door de graven van Bourgondië een kasteel gebouwd bij een oversteekplaats over de Doubs. Dit was op de oude Romeinse weg tussen Besançon en Chalon-sur-Saône. In de loop van de 13e eeuw ontwikkelde de stad zich langsheen deze weg. Langs de rivier werden watermolens en leerlooierijen gebouwd.
Dole was vanaf de 15e eeuw de hoofdstad van het vrijgraafschap Bourgondië, de zetel van het Parlement van Bourgondië, hoewel Besançon groter was. Onder Filips de Goede opende in 1423 de Universiteit van Dole, die vooral gerenommeerd werd voor rechtenstudies. In 1479 werd de stad veroverd en in brand gestoken door de Franse koning Lodewijk XI. De universiteit verhuisde naar Besançon, maar kon in 1484 terugkeren. Tijdens de 16e eeuw volgde de wederopbouw van de stad. Er werd een nieuwe collegiale kerk gebouwd en verder kloosters, rijke burgerhuizen en ook het hospitaal Hôtel-Dieu.
Dole en de Franche-Comté werden vanuit Brussel bestuurd door Spaanse Habsburgers. Veel Bourgondiërs maakten carrière aan het hof. In 1636 volgde een nieuwe Franse belegering onder leiding van kardinaal de Richelieu, maar zonder succes. 

### Dole en Lodewijk XIV

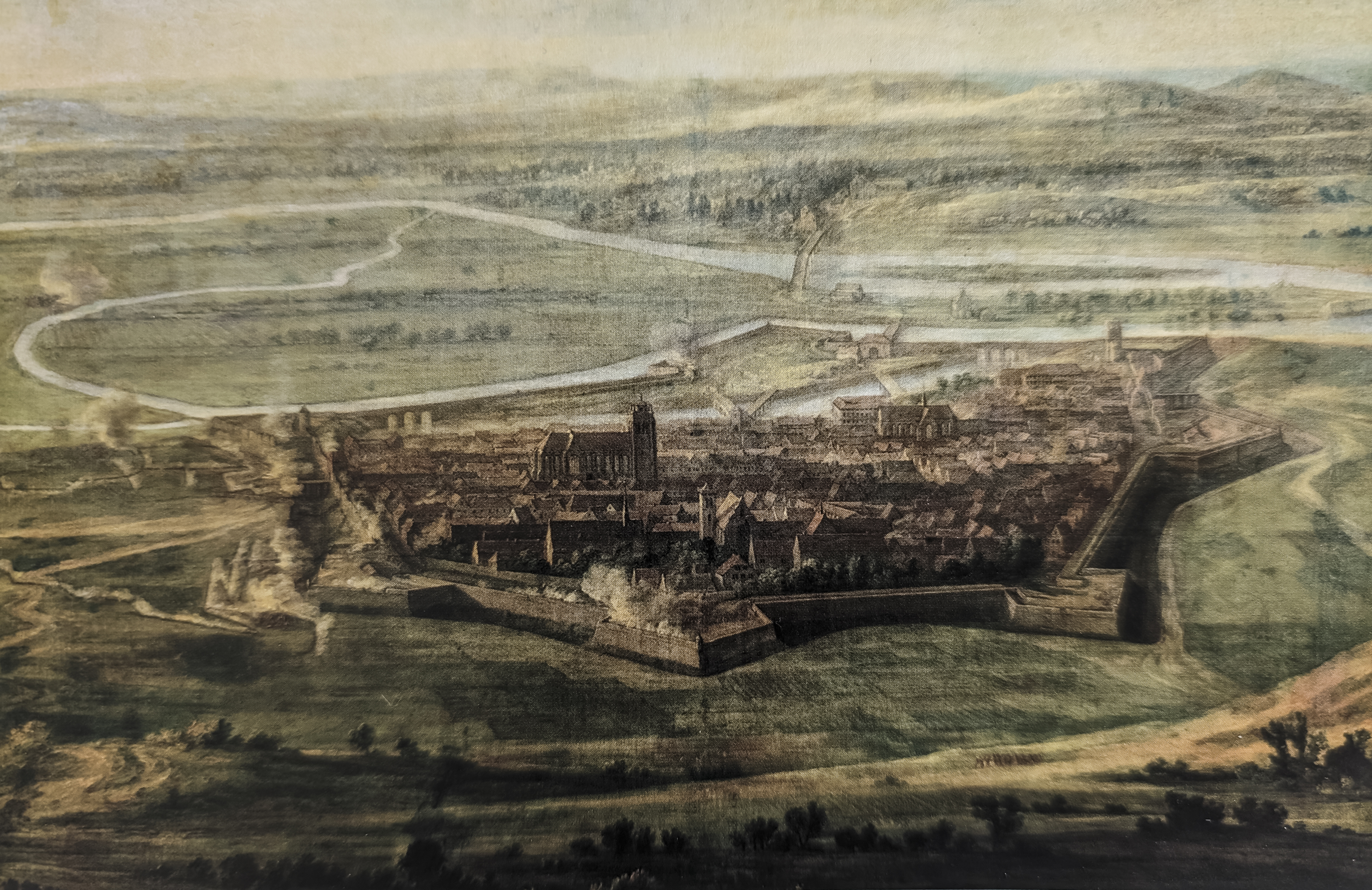
Belegering van Dole in 1674 door de troepen van Lodewijk XIV

Onder Lodewijk XIV werd Dole in februari 1668 bezet, om in juni weer onder Spaans bewind te komen. Het parlement was te meegaand geweest en werd opgeschort. In 1674 belegerden troepen van Lodewijk XIV de stad gedurende twee weken (zie afbeelding). Dat resulteerde in de inname waardoor Dole zijn parlement (onmiddellijk) en universiteit (in 1691) verloor. Beiden verhuisden naar Besançon. Op het schilderij van Jean-Baptiste Martin zijn de kerk, Hôtel-Dieu, het jezuïetenklooster en achteraan de verdwenen Barbarossatoren te zien. Ook achteraan zijn de Doubs en zijn aftakkingen naar de stad afgebeeld die water voorzagen voor de werkhuizen van de leerlooiers.

### Dole als Franse stad
In 1676 vond de definitieve verovering van de Franche-Comté door Frankrijk plaats. Het verlies van de Franche-Comté werd door de Habsburgers erkend in de Vrede van Nijmegen van 1678. De Fransen gingen over tot de ontmanteling van de stadsmuren van Dole en daarna kon de stad zich verder uitbreiden. Dit proces werd versneld in de 19e eeuw met de bloei van de metallurgie in Dole en het naburige Fraisans. De stad groeide met fabrieksterreinen ten noorden en ten zuiden van het centrum en met de bouw van de wijk bij het station en van arbeiderswijken. In 1917 kwam er een kaasfabriek (Graf) in de stad waar gesmolten kaas werd geproduceerd. Sinds 1960 is deze fabriek onderdeel van Le Groupe Bel. In 1967 werd het stadscentrum, een gebied van 114 ha, als geheel beschermd.

## Demografie
Het onderstaande figuur toont het verloop van het inwonertal (bron: INSEE-tellingen).

## Bezienswaardigheden
- De Collegiale Onze-Lieve-Vrouw van Dole, een gotische kerk (1509-1596) met kunstwerken uit de renaissancetijd
- Het huis van Louis Pasteur, museum sinds 1923
- Hôtel-Dieu (renaissance, 1613)
- Halles (overdekte markt uit 1883)
- Justitiepaleis, voormalig Cordeliersklooster
- Hôtel de Froissard, een adellijke residentie in renaissancestijl
- Collège de l'Arc, voormalig Jezuïetencollege. Deze heeft een typisch booggebouw uit de 16e eeuw.

## Sport
Dole was vier keer etappeplaats in de wielerwedstrijd Tour de France. Drie keer was Dole startplaats en één keer was het aankomstplaats. Dat was in 1939 toen de Luxemburger François Neuens er het eerste deel van de 17e etappe won. Het tweede deel van de 17e etappe, gewonnen door Maurice Archambaud, vertrok diezelfde dag nog uit Dole. In 2017 vertrok de 8e etappe van de Tour in Dole, ritwinnaar werd Lilian Calmejane. De Tour was in 2022 voor het laatst te gast in Dole. De etappe naar Lausanne werd gewonnen door de Belg Wout van Aert.

## Verkeer en vervoer
Dole heeft een station, een luchthaven (Dole-Jura op 15 km in Tavaux, met nationale en internationale bestemmingen), het Rhône-Rijnkanaal, en in de nabijheid twee snelwegen (A31, A39).
De fietsroute Constanţa naar Saint-Nazaire voert ook langs Dole.

## Stedenbanden
- Northwich (Engeland), sinds 1959
- Lahr/Schwarzwald (Duitsland), sinds 1962
- Carlow (Ierland), sinds 1982
- Sestri Levante (Italië), sinds 1983
- Kostroma (Rusland), sinds 1993
- Tabor (Tsjechië), sinds 1997
- Taza (Marokko), sinds 2007
- Chaohu (China), onderhandelen sinds 2011.

## Geboren
- Jean de Vienne (1321-1396), admiraal van Frankrijk
- Jan I Carondelet (1428-1502), Bourgondisch jurist en staatsman
- Claude Carondelet (1467-1518), jurist en adviseur van keizer Karel V
- Jan II Carondelet (1469-1544), kanselier van Vlaanderen en Bourgondië, adviseur Keizer Karel V, aartsbisschop van Palermo
- Jean Lallemand (1470-1560), secretaris en adviseur van Keizer Karel V
- Jean Boyvin (1575-1650), advocaat, voorzitter van het Parlement van Dole, en held van de verdediging van de stad in 1636
- Claude François de Malet (1754-1812), generaal (Franse Revolutie)
- Antoine-René de Terrier de Monciel (1757-1831), minister van Binnenlandse Zaken
- Louis Pasteur (1822-1895), scheikundige en bioloog
- Joseph Thoret (1892-1971), pionier van de luchtvaart
- Michel Chapuis (1930-2017), organist en muziekpedagoog
- Édouard Butin (1988), voetballer